# Hednota thologramma
Hednota thologramma là một loài bướm đêm trong họ Crambidae.